# Joe Williams (Footballspieler)
Joseph Harold Williams (* 30. März 1947 in Center, Texas, USA) ist ein ehemaliger US-amerikanischer American-Football-Spieler. Er spielte als Runningback in der National Football League (NFL) bei den Dallas Cowboys und den New Orleans Saints.

## Spielerlaufbahn

### Collegekarriere
Joe Williams besuchte in seiner Heimatstadt die High School. Als Footballspieler erhielt er ein Sportstipendium an der University of Wyoming und spielte dort für die Wyoming Cowboys College Football. In den Jahren 1966, 1967 und 1968 konnte er mit seiner Mannschaft jeweils die Ligameisterschaft gewinnen.
Joe Williams war auf dem College politisch engagiert. Zusammen mit weiteren dunkelhäutigen Mitspieler wollte er in einem Spiel seiner Mannschaft gegen die rassistischen Vorurteile des Mormonentums gegen dunkelhäutige Menschen protestieren. Dazu wollten sie 1969 in einem Spiel gegen die Brigham Young University ein schwarzes Armband tragen. Der Protest wurde durch sein College unterbunden. Er und seine Mitspieler, darunter der spätere Profispieler Tony McGee, wurden gesperrt.

### Profikarriere
Die sportlichen Leistungen von Joe Williams machten die Scouts der NFL auf ihn aufmerksam. Im Jahr 1970 zogen ihn die von Tom Landry betreuten Dallas Cowboys in der zwölften Runde an 309. Stelle. Williams kam erst im Jahr 1971 zum Einsatz. Er gewann in diesem Jahr mit den Cowboys den Super Bowl. Nach elf Siegen aus 14 Spielen zog die Mannschaft aus Dallas unter Führung ihrer beiden Quarterbacks Craig Morton und Roger Staubach in die Play-offs ein. Nach einem 14:3-Sieg über die San Francisco 49ers im NFC Championship Game gelang der Einzug in den Super Bowl VI. In diesem Spiel erfolgte ein 24:3-Sieg über die Miami Dolphins. Nach der Spielrunde wurde Williams an die New Orleans Saints abgegeben. Nach der Saison 1972 nahm er noch am Training der Los Angeles Rams teil, wurde allerdings vor dem Saisonbeginn entlassen. Williams gründete danach seine eigene Firma. Aufgrund seiner sportlichen Leistungen als High-School-Football-Spieler wurde er im Jahr 2016 von der NFL geehrt.

## Quelle
- Jens Plassmann: NFL – American Football. Das Spiel, die Stars, die Stories (= Rororo 9445 rororo Sport), Rowohlt, Reinbek bei Hamburg 1995, ISBN 3-499-19445-7
- Peter Golenbock: Landry’s Boys: An Oral History of a Team and an Era, Triumph Books, 2005, ISBN 1-61749-954-4
- Brian Jensen, Troy Aikman: Where Have All Our Cowboys Gone, 2005, ISBN 1-4616-3611-6